# Дерік Оседе
Дерік Оседе (ісп. Derik Osede, нар. 21 лютого 1993, Мадрид) — іспанський футболіст, захисник фінського клубу «Інтер» (Турку).
Виступав, зокрема, за клуби «Реал Мадрид Кастілья», «Болтон Вондерерз» та «Депортіво», а також молодіжну збірну Іспанії.

## Клубна кар'єра
Народився 21 лютого 1993 року в місті Мадрид.
У дорослому футболі дебютував 2011 року виступами за команду «Реал Мадрид C», у якій провів два сезони, взявши участь у 51 матчі чемпіонату. 
Своєю грою за цю команду привернув увагу представників тренерського штабу клубу «Реал Мадрид Кастілья», до складу якого приєднався 2012 року. Відіграв за дублерів королівського клуб наступні три сезони своєї ігрової кар'єри.
У 2015 році уклав контракт з клубом «Болтон Вондерерз», у складі якого провів наступні три роки своєї кар'єри гравця. Більшість часу, проведеного у складі «Болтона», був основним гравцем захисту команди.
Протягом 2018—2020 років захищав кольори клубу «Нумансія».
З 2020 року один сезон захищав кольори клубу «Депортіво». 
Згодом з 2022 по 2023 рік грав у складі команд «Алькояно», «Понтеведра» та «Вотерфорд».
До складу клубу «Інтер» (Турку) приєднався 2024 року. Станом на 16 вересня 2024 року відіграв за команду з Турку 7 матчів у національному чемпіонаті.

## Виступи за збірні
У 2009 році дебютував у складі юнацької збірної Іспанії (U-16), загалом на юнацькому рівні взяв участь у 28 іграх, відзначившись 4 забитими голами.
Протягом 2013–2015 років залучався до складу молодіжної збірної Іспанії. На молодіжному рівні зіграв у 2 офіційних матчах.

## Титули і досягнення
- Володар Кубка фінської ліги (1):

Інтер (Турку): 2024
Збірні
- Чемпіон Європи (U-19): 2012